# Columbia (Alabama)
Cette page contient des caractères spéciaux ou non latins. S’ils s’affichent mal (▯, ?, etc.), consultez la page d’aide Unicode.
Pour les articles homonymes, voir Columbia.
La ville américaine de Columbia est située dans le comté de Houston, dans l’État de l’Alabama. Elle comptait 3 804 habitants en 2000.

## Démographie
| 1880 | 1890 | 1900  | 1910  | 1920 | 1930 | 1940 | 1950 |
| ---- | ---- | ----- | ----- | ---- | ---- | ---- | ---- |
| 290  | 960  | 1 132 | 1 122 | 860  | 926  | 829  | 849  |

| 1960 | 1970 | 1980 | 1990 | 2000 | 2010 | - | - |
| ---- | ---- | ---- | ---- | ---- | ---- | - | - |
| 783  | 891  | 881  | 922  | 804  | 740  | - | - |

## Source
- (en) Cet article est partiellement ou en totalité issu de l’article de Wikipédia en anglais intitulé « Columbia, Alabama » (voir la liste des auteurs).